# Speyeria aphrodite
Speyeria aphrodite là một loài Argynnini từ Bắc Mỹ.
Sải cánh từ 51–73 mm.

## Loài tương tự
- Speyeria atlantis
- Speyeria cybele
- Speyeria hesperis